# Жуков, Анатолий Николаевич
Анато́лий Никола́евич Жу́ков (5 января 1931, село Новая Хмелёвка Елховского района Средне-Волжского края (ныне Самарская область) — 21 февраля 2013, Москва) — советский и российский писатель.

## Биография
Родился в крестьянской семье.
1940 год — вместе с родителями переехал в совхоз им. Надежды Крупской Мелекесского района.
1951—1954 гг. — служил в армии. Демобилизовавшись, работал бухгалтером в совхозе, но вскоре был приглашён литсотрудником в районную газету.
1955 год — в газете «Защитник родины» появился первый рассказ «Дружба».
1961 год — поступил в Литературный институт имени А. М. Горького, учился в семинаре критика М. П. Лобанова.
После окончания Литературного института работал в редакции журнала «Сельская молодёжь», в Союзе писателей СССР, в издательстве «Советский писатель».

## Творчество
Работал в жанре рассказов и повестей, указал о жанре рассказа как «самом любимом, самом ёмком, самом гибком жанре».
Удостоен премии Союза писателей СССР (апрель 1979) «за лучшее произведение о жизни современной советской деревни», за роман «Дом для внука».

## Экранизации
- Повод (фильм) (СССР, 1986, 2 серии) (по повести «Судить Адама!»[3][4]); действие происходит в Хмелёвке.